# Keith Fraser
Keith Fraser (* 4. Februar 1968 in Schottland, Vereinigtes Königreich) ist ein ehemaliger eswatinischer Skirennläufer und Olympiateilnehmer.

## Karriere

### Olympische Winterspiele 1992
Latef startete bei den Olympischen Winterspielen 1992 für Eswatini im Super-G, Riesenslalom und Slalom. Im Super-G belegte er mit 16,35 Sekunden Rückstand auf Kjetil André Aamodt den 78. Platz und ließ 14 Läufer hinter sich. Hinter ihm lagen alle Zyprioten, alle Türken bis auf Taner Üstündağ, beide Algerier, der einzige Brasilianer Hans Egger, alle Mexikaner außer Hubertus von Hohenlohe sowie der einzige Marokkaner Brahim Id Abdellah.
Im Riesenslalom belegte Fraser mit 34,78 Sekunden Rückstand auf Alberto Tomba den 63. Platz. Hier platzierten sich 28 Läufer hinter ihm. Dies waren alle Brasilianer, alle Mexikaner, beide Senegalesen, alle Türken bis auf Taner Üstündağ, der einzige aus der Demokratischen Volksrepublik Korea (Kim Chol-ryong), alle Zyprioten außer Alechis Fotiadis, der einzige Philippine Michael Teruel, alle Bolivier, beide Algerier, der einzige aus Chinesisch Taipei (Chen Tong-jong), der einzige Inder Nanak Chand, der Libanese Dany Abounaoum sowie der einzige Costa-Ricaner Julián Muñoz.
Fraser schied wie 36 andere Sportler im ersten Durchgang des Slaloms aus. Dadurch war Keith Fraser der erste und bis dato einzige Swasi, der an Olympischen Winterspielen teilgenommen hatte.

### Saison 1999/2000
In der Saison 1999/2000 bestritt Fraser sieben FIS-Rennen (Riesenslaloms und Slaloms), wobei er ein Mal im ersten Durchgang ausschied und ein Mal im ersten Durchgang disqualifiziert wurde. Seine beste Platzierung war der 62. Platz im Slalom vom 12. April 2001 in Vail mit 28,20 Sekunden Rückstand auf den US-Amerikaner Teddy Berglund. Dabei ließ Fraser die beiden US-Amerikaner Thomas Lee Garvie und Scott Allen hinter sich.
Die beste Platzierung im Riesenslalom war der 79. Platz am 10. April 2000, ebenfalls in Vail. Fraser hatte damals 23,26 Sekunden Rückstand auf den US-Amerikaner Jakub Fiala und ließ vier Sportler hinter sich, darunter den damals 15 Jahre und 225 Tage alten Ted Ligety, der mit 27,13 Sekunden Rückstand den letzten Platz belegte.

### Saison 2000/01
In dieser Saison erreichte Fraser mit einem 26. und einem 25. Platz seine besten Platzierungen in FIS-Rennen bei zwei Riesenslaloms, die am 14. und 15. August 2000 im australischen Thredbo ausgetragen wurden. Beim 26. Platz hatte er 22,11 Sekunden Rückstand auf den Australier Jono Brauer und ließ zwölf Sportler hinter sich. Beim zweiten Rennen, das ebenfalls von Brauer gewonnen wurde, belegte er mit 23,07 Sekunden Rückstand den 25. Platz und ließ sechs Skifahrer hinter sich.

### Saison 2001/02
In der Saison 2001/02 war Frasers bester Platz ein 59. Platz im FIS-Rennen vom 27. November 2001 in Copper Mountain, als er im Slalom 25,27 Sekunden Rückstand auf den US-Amerikaner Steven Nyman hatte. Lediglich die beiden US-Amerikaner Michael Holmberg und Evan Barrett lagen hinter ihm. Im letzten Rennen, das er beendete – der Riesenslalom in Steamboat Springs am 2. Januar 2002 – belegte Fraser mit 20,74 Sekunden Rückstand auf den US-Amerikaner Christopher Puckett den 100. Platz und ließ elf Läufer hinter sich. Beim Riesenslalom tags darauf wurde er im ersten Durchgang disqualifiziert.

## Erfolge

### Olympische Winterspiele
- Albertville 1992: 78. Super-G, 63. Riesenslalom, DNF Slalom

### Weiteres
- Zwei Top-30-Plätze in FIS-Rennen